# クラリネットのための3つの小品 (ストラヴィンスキー)
クラリネットのための3つの小品（英語：Three Pieces for Clarinet）は、イーゴリ・ストラヴィンスキーが作曲した独奏クラリネットによる音楽作品である。

## 概要
1918年に初演された舞台作品『兵士の物語』の公演を援助したスイス人のパトロン、ヴェルナー・ラインハルト（1884年 - 1951年）に敬意と感謝の意を表すために、1919年に作曲された小品である。当時のストラヴィンスキーは第一次世界大戦を避けるため、スイスに滞在していた。
ストラヴィンスキーは『自伝』の中で以下の様に述べている。
「私は（『兵士の物語』の）初演を特別に記憶にとどめている。私の友人で協力者であり、一人で財政面の負担をして頂いたヴェルナー・ラインハルト氏に厚く感謝している。その感謝と友情の印として、彼にクラリネットのための3つの小品を作曲して献呈した。ラインハルト氏は楽器を上手く吹きこなし、しかも親しい人との間で演奏することを非常に好んでいたからである」
この作品の初演は1919年11月8日にローザンヌの音楽院で、「ジャス・コンサート」と題された演奏会で行われた。初演時のクラリネットはエドモン・アレグラが担当した。この演奏会の主催者は無論ラインハルトであった。
なお、初演時のプログラムは『兵士の物語』の3楽器編成版（クラリネット、ピアノ、ヴァイオリン）、2つの歌曲集（『猫の子守歌』と『プリバウトキ』）、『11楽器のためのラグタイム』（ピアノ独奏版）、『ピアノ・ラグ・ミュージック』、『3つのやさしい小品』、『5つのやさしい小品』が演奏されている。

## 構成
3曲からなり、全曲の演奏時間は約4分。各曲はそれぞれ1分程である。曲の性格として『兵士の物語』の副産物といえる。
- 第1曲 センプレ・ピアノ・エ・モルト・トランクイロ（♩=52）
イ調（A管）のクラリネットが指定される。瞑想的な性格で、『ヴォルガの舟歌』が想起される。クラリネットは終始低音域で奏される。

- 第2曲 （♪=168）
イ調（A管）のクラリネットが指定される。楽譜には拍子記号と小節線がなく、即興が重視される。即興的な動きで、リズムの自由さと無調的な音が特徴づける。中間部は最弱奏で奏され、アクセントを伴った全音階的な音組織による。

- 第3曲 （♪=160）
変ロ調（B♭管）のクラリネットが指定される。前曲と打って変って頻繁に拍子が変化し、ラグタイムやタンゴの曲想を取り入れた鋭く粗い作風である。

## 参考資料
- 『作曲家別名曲解説ライブラリー25 ストラヴィンスキー』（音楽之友社）
- 『ポール・メイエ:クラリネットの至芸』（DENON）の解説書